# Bactrocera maculata
Bactrocera maculata är en tvåvingeart som först beskrevs av Perkins 1938.  Bactrocera maculata ingår i släktet Bactrocera och familjen borrflugor. Inga underarter finns listade.